# .44 Colt
.44 Colt був американським револьверним набоєм центрального запалення для комерційного використання випускався з 1871 до 1940-х.

## Історія
Набій було створено для армії США і представлено Colt's Patent Firearms у 1871. Армія використовувала його до 1873, коли його було замінено на знаменитий набій .45 Long Colt, набій який використовували у недавно прийнятому на озброєння револьвері Colt Single Action Army.
Набій .44 Colt використовували у перероблених Річардс-Мєйсоном капсульних револьверах Кольт 1860 Army. Процес був затяжним через застарілі капсульні револьвери, які необхідно було переробити під металічний набій центрального запалення.
Це процес залишав камору одного діаметра. Тому куля і латунна гільза мали однаковий діаметр, з короткою «п'ятою», біля основи кулі, меншого діаметра, щоб вставити її у дульце гільзи.

## Балістика
Оригінальний набій .44 Colt мав п'ятку для заряджання, ззовні змащеної кулі. Основний діаметр кулі приблизно дорівнював діаметру канавки (.451") переробленого капсульного револьвера «.44». Менша «п'ята» біля основи кулі була такого розміру, щоб поміститися усередині латунної гільзи приблизно .430".
Після пострілу, пластична м'яка свинцева куля дозволяла основі «збільшитися» до діаметра першої камори барабану, потім протискувалася через конічний отвір до нарізів. Це мало ефект лише при використанні чорного пороху, але не дуже з бездимним порохом. Легування свинцю з оловом або сурмою, для зміцнення кулі робило цю операцію майже неможливою. Використання твердих сплавів, як правило, призводить до низької точності.
Капсулі Benet та типу Martin були пізніше замінені на капсуль типу Boxer.
Балістичні характеристики оригінального набою .44 Colt можна порівняти з .44 Remington, і менш потужним, ніж тодішній .44 Russian. Гільза сучасного „.44 Colt“ як правило використовують обрізані .44 Magnum, .44 Special або .44 Russian з латуні і історично неточною свинцевою кулею .429. (На відміну від старих «куль з п'ятою» більшого діаметра .451".).
Комерційні боєприпаси під чорний та бездимний порох були у продажі до 1940, до цього часу набій .44 Colt був повністю витіснений більш сучасними набоями, такими як .38 Special та .44 Special.